# Azerbaijão nos Jogos Olímpicos de Verão de 2024
Azerbaijão participou dos Jogos Olímpicos de Verão de 2024, realizados em Paris, na França, entre 26 de julho a 11 de agosto. Foi a oitava aparição consecutiva da nação nos Jogos Olímpicos de Verão na era pós-soviética desde a estreia em Atlanta 1996, sendo representado por 48 atletas que competiram em 14 esportes.
Conquistou sete medalhas, duas delas de ouro no judô masculino, com Hidayat Heydarov na categoria até 73 kg e com Zelym Kotsoiev na categoria até 100 kg; duas medalha de prata, com Gashim Magomedov na categoria até 58 kg masculino do taekwondo e com Loren Alfonso no classe de peso pesado do boxe; e três bronzes nas lutas, com Hasrat Jafarov (greco-romana até 67 kg), Giorgi Meshvildishvili (livre até 125 kg) e Magomedkhan Magomedov (livre até 97 kg).

## Medalhas
| Atleta                 | Esporte   | Evento                           | Medalha |
| ---------------------- | --------- | -------------------------------- | ------- |
| Hidayat Heydarov       | Judô      | Até 73 kg masculino              | Ouro    |
| Zelym Kotsoiev         | Judô      | Até 100 kg masculino             | Ouro    |
| Gashim Magomedov       | Taekwondo | Até 58 kg masculino              | Prata   |
| Loren Alfonso          | Boxe      | Até 92 kg masculino              | Prata   |
| Hasrat Jafarov         | Lutas     | Greco-romana até 67 kg masculino | Bronze  |
| Giorgi Meshvildishvili | Lutas     | Livre até 125 kg masculino       | Bronze  |
| Magomedkhan Magomedov  | Lutas     | Livre até 97 kg masculino        | Bronze  |

## Competidores
Esta foi a participação por modalidade nesta edição:
| Esporte       | Masculino | Feminino | Total |
| ------------- | --------- | -------- | ----- |
| Atletismo     | 0         | 1        | 1     |
| Badminton     | 1         | 1        | 2     |
| Basquetebol   | 0         | 4        | 4     |
| Boxe          | 5         | 0        | 5     |
| Esgrima       | 0         | 1        | 1     |
| Ginástica     | 0         | 7        | 7     |
| Judô          | 7         | 2        | 9     |
| Lutas         | 11        | 1        | 12    |
| Natação       | 1         | 1        | 2     |
| Remo          | 0         | 1        | 1     |
| Taekwondo     | 1         | 0        | 1     |
| Tiro          | 1         | 0        | 1     |
| Tiro com arco | 0         | 1        | 1     |
| Triatlo       | 1         | 0        | 1     |
| Total         | 28        | 20       | 48    |

## Desempenho

### Atletismo
- Q = Qualificado para a próxima fase
- q = Qualificado para a próxima fase como o perdedor mais rápido ou, em eventos de campo, pela posição sem atingir o alvo para qualificação
- qR = Qualificado para a próxima fase por decisão dos árbitros
- N/A = Fase não aplicável para o evento
- Bye = Atleta não precisou disputar aquela fase

Feminino
Eventos de campo
| Atleta       | Evento                | Qualificação | Qualificação | Final | Final | Ref.  |
| Atleta       | Evento                | Marca        | Pos.         | Marca | Pos.  | Ref.  |
| ------------ | --------------------- | ------------ | ------------ | ----- | ----- | ----- |
| Hanna Skydan | Lançamento de martelo | 72.55        | 6 q          | 73.66 | 7     | [ 5 ] |

### Badminton
Masculino
| Atleta             | Evento  | Fase de grupos       | Fase de grupos       | Fase de grupos | Oitavas              | Quartas              | Semifinal            | Final / DB           | Final / DB  | Ref.  |
| Atleta             | Evento  | Adversário Resultado | Adversário Resultado | Pos.           | Adversário Resultado | Adversário Resultado | Adversário Resultado | Adversário Resultado | Pos.        | Ref.  |
| ------------------ | ------- | -------------------- | -------------------- | -------------- | -------------------- | -------------------- | -------------------- | -------------------- | ----------- | ----- |
| Ade Resky Dwicahyo | Simples | AUT C Filimon V 2–0  | DEN A Antonsen D 0–2 | 2              | Não avançou          | Não avançou          | Não avançou          | Não avançou          | Não avançou | [ 6 ] |

Feminino
| Atleta                 | Evento  | Fase de grupos       | Fase de grupos       | Fase de grupos | Oitavas              | Quartas              | Semifinal            | Final / DB           | Final / DB  | Ref.  |
| Atleta                 | Evento  | Adversário Resultado | Adversário Resultado | Pos.           | Adversário Resultado | Adversário Resultado | Adversário Resultado | Adversário Resultado | Pos.        | Ref.  |
| ---------------------- | ------- | -------------------- | -------------------- | -------------- | -------------------- | -------------------- | -------------------- | -------------------- | ----------- | ----- |
| Keisha Fatimah Azzahra | Simples | CHN He B D 0–2       | GBR K Gilmour D 0–2  | 3              | Não avançou          | Não avançou          | Não avançou          | Não avançou          | Não avançou | [ 7 ] |

### Basquetebol

#### 3×3
Feminino
A seleção nacional 3x3 feminina do Azerbaijão se classificou para as Olimpíadas ao vencer o Torneio Pré-Olímpico de Universalidade 1 da FIBA, em Hong Kong.
Elenco
A delegação foi composta de quatro jogadoras:
- Marcedes Walker
- Alexandra Mollenhauer
- Dina Ulyanova
- Tiffany Hayes

Fase de grupos
|  | Equipes classificadas às semifinais |
|  | Equipes classificadas ao play-in    |

| Pos. | Equipe         | J | V  | D | PF  | PC  | Dif |
| ---- | -------------- | - | -- | - | --- | --- | --- |
| 1    | Alemanha       | 7 | 6  | 1 | 117 | 100 | +17 |
| 2    | Espanha        | 7 | 4† | 3 | 115 | 114 | +1  |
| 3    | Estados Unidos | 7 | 4† | 3 | 108 | 109 | –1  |
| 4    | Canadá         | 7 | 4† | 3 | 129 | 112 | +17 |
| 5    | Austrália      | 7 | 4† | 3 | 127 | 122 | +5  |
| 6    | China          | 7 | 2‡ | 5 | 107 | 123 | –16 |
| 7    | Azerbaijão     | 7 | 2‡ | 5 | 106 | 123 | –17 |
| 8    | França         | 7 | 2‡ | 6 | 99  | 105 | –6  |

Regras para classificação: 1) Vitórias; 2) Confronto direto; 3) Pontos marcados.
†Espanha 2–1; Estados Unidos 2–1; Canadá 1–2; Austrália 1–2. Ordenados pelos pontos marcados após o primeiro desempate.

‡China 1–1; França 1–1; Azerbaijão 1–1. Ordenados pelos pontos marcados.
| 30 julho 2024 21:00 | Relatório | Espanha                         | 18–16 | Azerbaijão    |  | Praça da Concórdia, Paris Árbitros: HKG Edmond Ho BOT Dorothy Okatch |  |
| 30 julho 2024 21:00 | Relatório | Pts: Gimeno, Alonso de Armiño 5 |       | Pts: Hayes 10 |  | Praça da Concórdia, Paris Árbitros: HKG Edmond Ho BOT Dorothy Okatch |  |

| 31 julho 2024 21:30 | Relatório | Estados Unidos | 17–20 | Azerbaijão    |  | Praça da Concórdia, Paris Árbitros: SRB Jasmina Juras KOR Kim Ga-in |  |
| 31 julho 2024 21:30 | Relatório | Pts: Hamby 7   |       | Pts: Hayes 11 |  | Praça da Concórdia, Paris Árbitros: SRB Jasmina Juras KOR Kim Ga-in |  |

| 1 agosto 2024 12:30 | Relatório | Azerbaijão   | 10–15 | França          |  | Praça da Concórdia, Paris Árbitros: BOT Dorothy Okatch SUI Markos Michaelides |  |
| 1 agosto 2024 12:30 | Relatório | Pts: Hayes 5 |       | Pts: Limouzin 5 |  | Praça da Concórdia, Paris Árbitros: BOT Dorothy Okatch SUI Markos Michaelides |  |

| 1 agosto 2024 18:30 | Relatório | Alemanha                     | 12–8 | Azerbaijão         |  | Praça da Concórdia, Paris Árbitros: KOR Kim Ga-in HKG Edmond Ho |  |
| 1 agosto 2024 18:30 | Relatório | Pts: Brunckhorst, Reichert 4 |      | Pts: Mollenhauer 4 |  | Praça da Concórdia, Paris Árbitros: KOR Kim Ga-in HKG Edmond Ho |  |

| 2 agosto 2024 09:30 | Relatório | Austrália      | 21–12 | Azerbaijão   |  | Praça da Concórdia, Paris Árbitros: USA Deanna Jackson BOT Dorothy Okatch |  |
| 2 agosto 2024 09:30 | Relatório | Pts: Whittle 8 |       | Pts: Hayes 6 |  | Praça da Concórdia, Paris Árbitros: USA Deanna Jackson BOT Dorothy Okatch |  |

| 2 agosto 2024 17:30 | Relatório | Azerbaijão    | 21–19 (pro) | China       |  | Praça da Concórdia, Paris Árbitros: SUI Markos Michaelides KOR Kim Ga-in |  |
| 2 agosto 2024 17:30 | Relatório | Pts: Hayes 11 |             | Pts: Chen 8 |  | Praça da Concórdia, Paris Árbitros: SUI Markos Michaelides KOR Kim Ga-in |  |

| 3 agosto 2024 17:30 | Relatório | Azerbaijão   | 19–21 | Canadá            |  | Praça da Concórdia, Paris Árbitros: BOT Dorothy Okatch HKG Edmond Ho |  |
| 3 agosto 2024 17:30 | Relatório | Pts: Hayes 9 |       | Pts: M. Plouffe 8 |  | Praça da Concórdia, Paris Árbitros: BOT Dorothy Okatch HKG Edmond Ho |  |

### Boxe
Masculino
| Atleta              | Evento        | Primeira fase        | Oitavas de final      | Quartas de final     | Semifinal            | Final                  | Final            | Ref.   |
| Atleta              | Evento        | Adversário Resultado | Adversário Resultado  | Adversário Resultado | Adversário Resultado | Adversário Resultado   | Pos.             | Ref.   |
| ------------------- | ------------- | -------------------- | --------------------- | -------------------- | -------------------- | ---------------------- | ---------------- | ------ |
| Nijat Huseynov      | Até 51 kg     | Bye                  | DOM J Alcántara D 0–5 | Não avançou          | Não avançou          | Não avançou            | Não avançou      | [ 10 ] |
| Malik Hasanov       | Até 63,5 kg   | Bye                  | GEO L Guruli D 0–5    | Não avançou          | Não avançou          | Não avançou            | Não avançou      | [ 11 ] |
| Murad Allahverdiyev | Até 80 kg     | Bye                  | EGY A Oraby V 5–0     | KAZ N Oralbay D 0–5  | Não avançou          | Não avançou            | Não avançou      | [ 12 ] |
| Loren Alfonso       | Até 92 kg     | —                    | CUB J La Cruz V 3–2   | KAZ A Oralbay V 3–2  | ESP E Reyes V 4–1    | UZB L Mullojonov D 0–5 | Medalha de prata | [ 13 ] |
| Mahammad Abdullayev | Mais de 92 kg | —                    | GER N Tiafack D 0–5   | Não avançou          | Não avançou          | Não avançou            | Não avançou      | [ 14 ] |

### Esgrima
Feminino
| Atleta      | Evento | Fase de 64           | Fase de 32           | Oitavas de final     | Quartas de final     | Semifinal            | Final                | Final       | Ref.   |
| Atleta      | Evento | Adversário Resultado | Adversário Resultado | Adversário Resultado | Adversário Resultado | Adversário Resultado | Adversário Resultado | Pos.        | Ref.   |
| ----------- | ------ | -------------------- | -------------------- | -------------------- | -------------------- | -------------------- | -------------------- | ----------- | ------ |
| Anna Bashta | Sabre  | Bye                  | CHN Yang H V 15–9    | UKR O Kharlan D 6–15 | Não avançou          | Não avançou          | Não avançou          | Não avançou | [ 15 ] |

### Ginástica

#### Rítmica
| Atleta           | Evento     | Qualificação | Qualificação | Qualificação | Qualificação | Qualificação | Qualificação | Final       | Final       | Final       | Final       | Final       | Final       | Ref.   |
| Atleta           | Evento     | Arco         | Bola         | Maças        | Fita         | Total        | Pos.         | Arco        | Bola        | Maças       | Fita        | Total       | Pos.        | Ref.   |
| ---------------- | ---------- | ------------ | ------------ | ------------ | ------------ | ------------ | ------------ | ----------- | ----------- | ----------- | ----------- | ----------- | ----------- | ------ |
| Zohra Aghamirova | Individual | 32.500       | 30.200       | 26.750       | 28.400       | 117.850      | 19           | Não avançou | Não avançou | Não avançou | Não avançou | Não avançou | Não avançou | [ 16 ] |

| Atletas                                                                              | Evento | Qualificação | Qualificação    | Qualificação | Qualificação | Final   | Final           | Final  | Final | Ref.          |
| Atletas                                                                              | Evento | 5 arcos      | 3 fitas+2 bolas | Total        | Pos.         | 5 arcos | 3 fitas+2 bolas | Total  | Pos.  | Ref.          |
| ------------------------------------------------------------------------------------ | ------ | ------------ | --------------- | ------------ | ------------ | ------- | --------------- | ------ | ----- | ------------- |
| Gullu Aghalarzade Laman Alimuradova Zeynab Hummatova Yelyzaveta Luzan Darya Sorokina | Grupos | 33.850       | 28.150          | 62.000       | 8 Q          | 34.850  | 31.600          | 66.450 | 5     | [ 17 ] [ 18 ] |

#### Trampolim
Feminino
| Atleta           | Evento     | Qualificação | Qualificação | Final       | Final       | Ref.   |
| Atleta           | Evento     | Total        | Pos.         | Total       | Pos.        | Ref.   |
| ---------------- | ---------- | ------------ | ------------ | ----------- | ----------- | ------ |
| Seljan Mahsudova | Individual | 53.750       | 10           | Não avançou | Não avançou | [ 19 ] |

### Judô
Masculino
| Atleta           | Evento         | Primeira fase             | Oitavas                     | Quartas                  | Semifinais              | Repescagem           | Final / DB                | Final / DB      | Ref.   |
| Atleta           | Evento         | Adversário Resultado      | Adversário Resultado        | Adversário Resultado     | Adversário Resultado    | Adversário Resultado | Adversário Resultado      | Pos.            | Ref.   |
| ---------------- | -------------- | ------------------------- | --------------------------- | ------------------------ | ----------------------- | -------------------- | ------------------------- | --------------- | ------ |
| Balabay Aghayev  | Até 60 kg      | Bye                       | KOR Kim W-j D 00–10         | Não avançou              | Não avançou             | Não avançou          | Não avançou               | =9              | [ 20 ] |
| Yashar Najafov   | Até 66 kg      | SRB S Bunčić D 00–01      | Não avançou                 | Não avançou              | Não avançou             | Não avançou          | Não avançou               | =17             | [ 21 ] |
| Hidayat Heydarov | Até 73 kg      | Bye                       | ISR T Butbul V 10–00        | CAN A Margelidon V 10–00 | KOS A Gjakova V 01–00   | —                    | FRA J Gaba V 10–00        | Medalha de ouro | [ 22 ] |
| Zelim Tckaev     | Até 81 kg      | FRA A Oumar Djalo D 00–10 | Não avançou                 | Não avançou              | Não avançou             | Não avançou          | Não avançou               | =17             | [ 23 ] |
| Eljan Hajiyev    | Até 90 kg      | TUR M Žgank V 01–00       | FRA M Ngayap Hambou D 00–10 | Não avançou              | Não avançou             | Não avançou          | Não avançou               | =9              | [ 24 ] |
| Zelym Kotsoiev   | Até 100 kg     | Bye                       | POL P Kuczera V 10–00       | ISR P Paltchik V 01–00   | UZB M Turoboyev V 01–00 | —                    | GEO I Sulamanidze V 10–01 | Medalha de ouro | [ 25 ] |
| Ushangi Kokauri  | Mais de 100 kg | BRA R Silva V 10–00       | FIN M Puumalainen V 10–00   | KOR Kim M-j D 00–01      | Não avançou             | CUB A Granda D 00–10 | Não avançou               | =7              | [ 26 ] |

Feminino
| Atleta               | Evento    | Primeira fase           | Oitavas              | Quartas              | Semifinais           | Repescagem           | Final / DB           | Final / DB | Ref.   |
| Atleta               | Evento    | Adversário Resultado    | Adversário Resultado | Adversário Resultado | Adversário Resultado | Adversário Resultado | Adversário Resultado | Pos.       | Ref.   |
| -------------------- | --------- | ----------------------- | -------------------- | -------------------- | -------------------- | -------------------- | -------------------- | ---------- | ------ |
| Leyla Aliyeva        | Até 48 kg | UZB K Kurbonova D 00–01 | Não avançou          | Não avançou          | Não avançou          | Não avançou          | Não avançou          | =17        | [ 27 ] |
| Gultaj Mammadaliyeva | Até 52 kg | USA A Delgado D 00–01   | Não avançou          | Não avançou          | Não avançou          | Não avançou          | Não avançou          | =17        | [ 28 ] |

### Lutas

#### Greco-romana
Masculino
| Atleta           | Evento     | Oitavas                  | Quartas              | Semifinais            | Repescagem           | Final / DB             | Final / DB        | Ref.   |
| Atleta           | Evento     | Adversário Resultado     | Adversário Resultado | Adversário Resultado  | Adversário Resultado | Adversário Resultado   | Pos.              | Ref.   |
| ---------------- | ---------- | ------------------------ | -------------------- | --------------------- | -------------------- | ---------------------- | ----------------- | ------ |
| Murad Mammadov   | Até 60 kg  | VEN R Rodríguez D 5–6    | Não avançou          | Não avançou           | Não avançou          | Não avançou            | Não avançou       | [ 29 ] |
| Hasrat Jafarov   | Até 67 kg  | EGY M El-Sayed V 9–0     | MDA V Petic V 3–1    | UKR P Nasibov D 3–3   | Bye                  | KGZ A Ismailov V 8–0   | Medalha de bronze | [ 30 ] |
| Sanan Suleymanov | Até 77 kg  | BUL A Mnatsakanian V 2–0 | HUN Z Lévai V 1–1    | KAZ D Zhadrayev D 1–6 | Bye                  | KGZ A Makhmudov D 5–6  | =5                | [ 31 ] |
| Rafig Huseynov   | Até 87 kg  | HUN D Losonczi D 2–5     | Não avançou          | Não avançou           | Não avançou          | Não avançou            | Não avançou       | [ 32 ] |
| Sabah Shariati   | Até 130 kg | EST H Nabi V 1–1         | KAZ A Syzdykov V 4–0 | CUB M López D 1–4     | Bye                  | IRI A Mirzazadeh D 0–4 | =5                | [ 33 ] |

#### Livre
Masculino
| Atleta                 | Evento     | Oitavas                   | Quartas                | Semifinais                 | Repescagem           | Final / DB              | Final / DB        | Ref.   |
| Atleta                 | Evento     | Adversário Resultado      | Adversário Resultado   | Adversário Resultado       | Adversário Resultado | Adversário Resultado    | Pos.              | Ref.   |
| ---------------------- | ---------- | ------------------------- | ---------------------- | -------------------------- | -------------------- | ----------------------- | ----------------- | ------ |
| Aliabbas Rzazade       | Até 57 kg  | UZB G Abdullaev D 4–11    | Não avançou            | Não avançou                | Não avançou          | Não avançou             | Não avançou       | [ 34 ] |
| Haji Aliyev            | Até 65 kg  | MEX A Gomez V 7–0         | HUN I Musukaev D 3–10  | Não avançou                | Não avançou          | Não avançou             | Não avançou       | [ 35 ] |
| Turan Bayramov         | Até 74 kg  | ALB C Valiev D 3–4        | Não avançou            | Não avançou                | Não avançou          | Não avançou             | Não avançou       | [ 36 ] |
| Osman Nurmagomedov     | Até 86 kg  | MGL B Byambasüreng V 11–2 | SMR M Amine D 14–16    | Não avançou                | Não avançou          | Não avançou             | Não avançou       | [ 37 ] |
| Magomedkhan Magomedov  | Até 97 kg  | DOM L Pérez V 9–0         | POL Z Baranowski V 7–2 | GEO G Matcharashvili D 0–5 | Bye                  | UKR M Mchedlidze V 10–0 | Medalha de bronze | [ 38 ] |
| Giorgi Meshvildishvili | Até 125 kg | EGY D Kamal V 4–0         | MGL L Mönkhtör V 12–2  | GEO G Petriashvili D 0–7   | Bye                  | POL R Baran V 9–3       | Medalha de bronze | [ 39 ] |

Feminino
| Atleta         | Evento    | Oitavas              | Quartas               | Semifinais           | Repescagem           | Final / DB           | Final / DB  | Ref.   |
| Atleta         | Evento    | Adversário Resultado | Adversário Resultado  | Adversário Resultado | Adversário Resultado | Adversário Resultado | Pos.        | Ref.   |
| -------------- | --------- | -------------------- | --------------------- | -------------------- | -------------------- | -------------------- | ----------- | ------ |
| Mariya Stadnik | Até 50 kg | GER A Blayvas V 6–2  | MGL O Dolgorjav D 4–4 | Não avançou          | Não avançou          | Não avançou          | Não avançou | [ 40 ] |

### Natação
Masculino
| Atleta         | Evento          | Eliminatórias | Eliminatórias | Semifinal   | Semifinal   | Final       | Final       | Ref.   |
| Atleta         | Evento          | Tempo         | Pos.          | Tempo       | Pos.        | Tempo       | Pos.        | Ref.   |
| -------------- | --------------- | ------------- | ------------- | ----------- | ----------- | ----------- | ----------- | ------ |
| Ramil Valizada | 200 m borboleta | 1:59.77       | 25            | Não avançou | Não avançou | Não avançou | Não avançou | [ 41 ] |

Feminino
| Atleta                | Evento     | Eliminatórias | Eliminatórias | Semifinal   | Semifinal   | Final       | Final       | Ref.   |
| Atleta                | Evento     | Tempo         | Pos.          | Tempo       | Pos.        | Tempo       | Pos.        | Ref.   |
| --------------------- | ---------- | ------------- | ------------- | ----------- | ----------- | ----------- | ----------- | ------ |
| Mariam Sheikhalizadeh | 50 m livre | 26.76         | 35            | Não avançou | Não avançou | Não avançou | Não avançou | [ 42 ] |

### Remo
Feminino
| Atleta          | Evento        | Baterias | Baterias | Repescagem | Repescagem | Quartas | Quartas | Semifinais | Semifinais | Final   | Final | Ref.   |
| Atleta          | Evento        | Tempo    | Pos.     | Tempo      | Pos.       | Tempo   | Pos.    | Tempo      | Pos.       | Tempo   | Pos.  | Ref.   |
| --------------- | ------------- | -------- | -------- | ---------- | ---------- | ------- | ------- | ---------- | ---------- | ------- | ----- | ------ |
| Diana Dymchenko | Skiff simples | 7:52.53  | 3 QF     | Bye        | Bye        | 7:53.76 | 4 S/CD  | 7:59.23    | 3 FC       | 7:35.19 | 17    | [ 43 ] |

Legenda: FA = Final A (disputa de medalha); FB = Final B (sem disputa de medalha); FC = Final C (sem disputa de medalha); FD = Final D (sem disputa de medalha); FE = Final E (sem disputa de medalha); FF = Final F (sem disputa de medalha); SA/B = Semifinais A/B; SC/D = Semifinais C/D; SE/F = Semifinais E/F; QF = Quartas; R = Repescagem

### Taekwondo
Masculino
| Atleta           | Evento    | Oitavas              | Quartas              | Semifinais              | Repescagem           | Final / DB           | Final / DB       | Ref.   |
| Atleta           | Evento    | Adversário Resultado | Adversário Resultado | Adversário Resultado    | Adversário Resultado | Adversário Resultado | Pos.             | Ref.   |
| ---------------- | --------- | -------------------- | -------------------- | ----------------------- | -------------------- | -------------------- | ---------------- | ------ |
| Gashim Magomedov | Até 58 kg | IRL J Woolley V 2–0  | ESP A Vicente V 2–0  | ITA V Dell'Aquila V 2–0 | —                    | KOR Park T-j D 0–2   | Medalha de prata | [ 44 ] |

### Tiro
Masculino
| Atleta       | Evento             | Qualificação | Qualificação | Final       | Final       | Ref.   |
| Atleta       | Evento             | Marca        | Pos.         | Marca       | Pos.        | Ref.   |
| ------------ | ------------------ | ------------ | ------------ | ----------- | ----------- | ------ |
| Ruslan Lunev | Pistola de ar 10 m | 571          | 24           | Não avançou | Não avançou | [ 45 ] |
| Ruslan Lunev | Tiro rápido 25 m   | 580          | 18           | Não avançou | Não avançou | [ 45 ] |

### Tiro com arco
Feminino
| Atleta              | Evento     | Ranqueamento | Ranqueamento | Fase de 64           | Fase de 32           | Oitavas              | Quartas              | Semifinal            | Final / DB           | Final / DB  | Ref.   |
| Atleta              | Evento     | Total        | Pos.         | Adversário Resultado | Adversário Resultado | Adversário Resultado | Adversário Resultado | Adversário Resultado | Adversário Resultado | Pos.        | Ref.   |
| ------------------- | ---------- | ------------ | ------------ | -------------------- | -------------------- | -------------------- | -------------------- | -------------------- | -------------------- | ----------- | ------ |
| Yaylagul Ramazanova | Individual | 647          | 39           | CHN An Q V 6–5       | GER M Kroppen D 2–6  | Não avançou          | Não avançou          | Não avançou          | Não avançou          | Não avançou | [ 46 ] |

### Triatlo
Masculino
| Atleta            | Evento     | Tempo            | Tempo   | Tempo            | Tempo   | Tempo           | Tempo   | Pos. | Ref.   |
| Atleta            | Evento     | Natação (1,5 km) | Trans 1 | Ciclismo (40 km) | Trans 2 | Corrida (10 km) | Total   | Pos. | Ref.   |
| ----------------- | ---------- | ---------------- | ------- | ---------------- | ------- | --------------- | ------- | ---- | ------ |
| Rostyslav Pevtsov | Individual | 21:33            | 0:49    | 56:01            | 0:31    | 31:42           | 1:50:36 | 43   | [ 47 ] |